# Colegio de Huérfanas Recoletas de Oviedo
El Colegio de Huérfanas Recoletas de Oviedo o Colegio de Santa Catalina de Alejandría fue un colegio fundado por Fernando Valdés Salas, fundador de la Universidad de Oviedo.

## Historia
La fundación del colegio tiene sus inicios en el testamento de Valdés Salas (1568) el que indica la creación de una casa para la enseñanza de doncellas virtuosas. En este testamento refleja demás de la creación del colegio el nombramiento como Patrono del mismo al rector y claustro de la Universidad de Oviedo. 
La creación final del colegio fue laboriosa y hasta 1676 no aparecen sus primeros estatutos. En estos estatutos se indicaba que el colegio estuviera a cargo de una maestra que hacía las veces de directora y administradora,  maestra de las huérfanas. el resto del personal del colegio los componía un sacerdote, una criada, un médico y un portero.
El edificio que albergaba el colegio estaba situado en las inmediaciones del edificio histórico de la universidad de Oviedo. Obra de Juan del Rivero, el edificio estaba compuesto por un jardín interior, fachada principal de sillería, arco de entrada que da paso al edificio de dos pisos que posee un pequeño escudo de la universidad de Oviedo. 
El colegio permaneció abierto hasta mediados del siglo XX, y en la actualidad el edificio alberga el rectorado de la Universidad de Oviedo.
En 1985 sirvió como set de rodaje para la serie de TV Segunda Enseñanza, dirigida por Pedro Masó, convirtiéndose para la ocasión en el Instituto Santullano.